# Avril 1863

## Événements
- 8 avril, France : ouverture de la section Vias - Clermont-l'Hérault de la ligne de chemin de fer Vias - Lodève (Midi).
- 10 avril, France : ouverture de la section Les Arcs - Cagnes-sur-Mer de la ligne de Marseille-Saint-Charles à Vintimille (frontière) (Compagnie des chemins de fer de Paris à Lyon et à la Méditerranée).
- 11 avril : la France impose son protectorat sur le Cambodge.
- 20 avril : déclaration de Bahá’u’lláh à Bagdad (Irak) d’être la manifestation divine annoncée par le Báb.
- 30 avril, Expédition française au Mexique : bataille de Camerone, fait d’armes de la Légion étrangère française.

## Naissances
- 10 avril
  - Paul Héroult, scientifique français.
  - Marguerite Turner, peintre française.
- 29 avril : Constantin Cavafy, poète grec d'Alexandrie.

## Décès
- 4 avril : Théophile Carlier-Dautrebande (né le 5 mars 1807), homme politique belge francophone libéral